# 物部荒山
物部 荒山（もののべ の あらやま）は、古墳時代の豪族。物部目の子。
『先代旧事本紀』「天孫本紀」によれば、宣化天皇の代に大連となった。
子に物部奈洗（物部奈洗大連）、尾輿がいる。